# بیلی ون زاندت
بیلی ون زاندت (به انگلیسی: Billy Van Zandt) (زاده ۱۳ دسامبر ۱۹۵۷) بازیگر آمریکایی است.
از فیلم‌های معروف او می‌توان به بازی در فیلم شیپور خاموشی اشاره کرد.